# Institut de mécanique céleste et de calcul des éphémérides
El Institut de mécanique céleste et de calcul des éphémérides (IMCCE) es un organismo dependiente de la Universidad de París fundado en 1998. Reemplazó al Service des calculs et de mécanique céleste del Bureau des Longitudes. Está dedicado a la mecánica celeste, la dinámica y la astrometría de objetos del sistema solar.